# Hedda Berntsen
Hedda Helene Berntsen (Oslo, 24 de abril de 1976) es una deportista noruega que compitió en esquí, en las modalidades de esquí alpino y acrobático.
Participó en dos Juegos Olímpicos de Invierno, en los años 2002 y 2010, obteniendo una medalla de plata en Vancouver 2010, en el campo a través.
Ganó una medalla de bronce en el Campeonato Mundial de Esquí Alpino de 2001, en la prueba de eslalon. Adicionalmente, consiguió dos medallas de plata en los X Games de Invierno.

## Medallero internacional

### Esquí acrobático
| Juegos Olímpicos | Juegos Olímpicos   | Juegos Olímpicos | Juegos Olímpicos |
| Año              | Lugar              | Medalla          | Prueba           |
| ---------------- | ------------------ | ---------------- | ---------------- |
| 2010             | Vancouver (Canadá) | Medalla de plata | Campo a través   |

| X Games de Invierno | X Games de Invierno    | X Games de Invierno | X Games de Invierno |
| Año                 | Lugar                  | Medalla             | Prueba              |
| ------------------- | ---------------------- | ------------------- | ------------------- |
| 2008                | Aspen (Estados Unidos) | Medalla de plata    | Campo a través      |
| 2012                | Aspen (Estados Unidos) | Medalla de plata    | Campo a través      |

| Campeonato Mundial | Campeonato Mundial    | Campeonato Mundial | Campeonato Mundial |
| Año                | Lugar                 | Medalla            | Prueba             |
| ------------------ | --------------------- | ------------------ | ------------------ |
| 2001               | Sankt Anton (Austria) | Medalla de bronce  | Eslalon            |